# Cynorta josecarlosi
Cynorta josecarlosi is een hooiwagen uit de familie Cosmetidae.